# Cramer Pál
Cramer Pál (16. század – 17. század) orvos, költő.

## Élete
Lőcséről származott, az 1581-ben elhunyt Cramer Gáspár fia volt. Szülőföldjén kezdte tanulását, 1602. júniustól Wittenbergben folytatta, s a Bázeli egyetemen fejezte be, ahol orvostudor lett.

## Munkái
Dissertatio inaug. medica de dolore colico et illius contractura. Basiliae, 1614.
Elégiát is írt tanulótársa Hagius János tiszteletére, 1606-ban, Wittenbergben, melyet Weszprémi közöl.